# Aleksandr Spendiarian

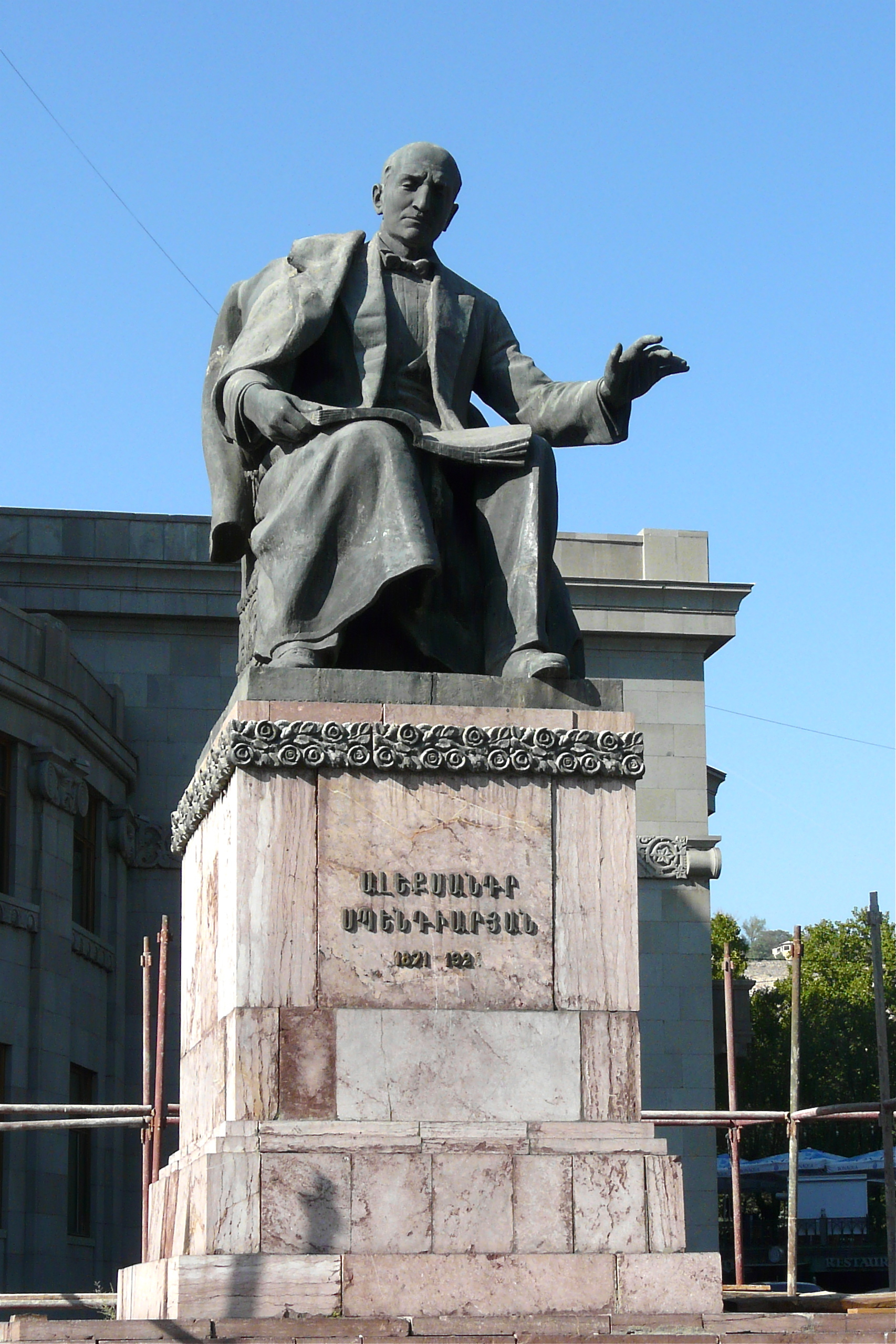
Pomnik Aleksandra Spendiariana w Erywaniu

Aleksandr Spendiarian (orm. Ալեքսանդր Սպենդիարյան; ur. 20 października 1871 w Kachowce, zm. 7 maja 1928 w Erywaniu) – ormiański kompozytor i dyrygent.

## Życiorys
Absolwent Konserwatorium Petersburskiego (w klasie Nikołaja Rimskiego-Korsakowa). Trzykrotny laureat Nagrody im. Michaiła Glinki (1908, 1910, 1912). Obok Michaiła Ippolita-Ippolitowa jest głównym reprezentantem nurtu orientalnego w muzyce rosyjskiej. Był autorem programowych utworów orkiestrowych. Obraz symfoniczny „Trzy palmy” wykonywano na koncertach w Berlinie i Kopenhadze w 1908 roku, a cztery lata później w mediolańskiej La Scali. W 1913 roku układ choreograficzny do nich opracował Michaił Fokin, który wystawił następnie z udziałem Anny Pawłowej w Ballets Russes Siergieja Diagilewa jako Siedem córek króla dżinów.
Przełomowym doświadczeniem dla zwrotu ku narodowej tożsamości okazała się zagłada Ormian w należącej do Imperium Osmańskiego Wielkiej Armenii w 1915 (Mec jeghern, dosł. wielkie nieszczęście). Na wiadomość o niej Spendiarian napisał arię koncertową-lament op. 27 Do Armenii. Ostatecznie osiadł w Erywaniu, stolicy należącej do Imperium Rosyjskiego Małej Armenii, a następnie Armeńskiej SRR, promowany przez władze radzieckie na głównego kompozytora narodowego. Jego imię nosiła Opera w Erywaniu.

## Kompozycje

### Utwory orkiestrowe
- Suity Szkice krymskie: I (1903), II (1912)
- Obraz symfoniczny Trzy palmy (1905)
- Szkice erywańskie (1925)

### Utwory wokalno-instrumentalne
- Oda op. 24 Tu, tu na polu chwały (1914)
- Aria koncertowa op. 27 Do Armenii (1915)
- Garib bulbul (pol. Nawiedzony słowik, do wierszy Sajat-Nowy) (1925)

### Opera
- Almast (1930)